# Wangen bei Dübendorf
Wangen bei Dübendorf är en ort i kommunen Wangen-Brüttisellen i kantonen Zürich i Schweiz. Den ligger cirka 9 kilometer nordost om centrala Zürich. Orten har 2 632 invånare (2021).